# Jenson Kendrick
Jenson Kendrick (Stoke-on-Trent, 3 de febrero de 2001) es un jugador de snooker inglés.

## Biografía
Nació en la ciudad inglesa de Stoke-on-Trent en 2001. Es jugador profesional de snooker desde 2022. No se ha proclamado campeón de ningún torneo de ranking; tan solo ha disputado la primera ronda del Snooker Shoot Out de 2023 y del WST Classic de ese mismo año y la fase de grupos de la Championship League de 2022 y 2023. Tampoco ha logrado hilar ninguna tacada máxima.